# Cambises II de Pèrsia
Cambises II va ser rei de Pèrsia, de la Dinastia Aquemènida de l'any 530 aC fins al 521 aC. Era fill del fundador de l'Imperi Aquemènida Cir II el Gran i de Cassandana, segons diu Heròdot. El nom s'escriu en grec antic: Καμβύσης, Kambȳsēs; en persa antic: 𐎣𐎲𐎢𐎪𐎡𐎹, Kabūjiya; en persa modern: کمبوجیه, Kambujiya.
Després de la conquesta de Babilònia pel seu pare l'any 539 aC, Cambises va dirigir cerimònies religioses tal com explica la Crònica de Nabònides, i el Cilindre de Cir, que explica la proclamació de Cir com a rei de Babilònia diu que el seu nom es va unir al del seu pare en les pregàries a Marduk. Una tauleta l'esmenta com a «rei de Babilim».
Les tradicions recollides per Heròdot a Egipte el fan fill de Cir i de l'egípcia Nitetis filla d'Apries, encara que diu que no creu aquesta versió. La tradició persa és diferent i diu que Cambises es volia casar amb una filla del faraó Amosis II, que li va enviar en el seu lloc una filla del seu antecessor Apries, i que això ho va considerar una ofensa i va provocar la guerra, en la qual Cambises va matar el brau Apis, representació del déu, entre altres crims pels quals va ser castigat. Una altra tradició diu que va matar el seu germà i que s'emborratxava i en aquest estat feia molts crims. Heròdot recull totes les tradicions i també algunes les va recollir Ctèsies.
Cambises és mencionat en algunes inscripcions egípcies, a les tauletes babilònies i a la inscripció de Behistun, però no n'hi ha prou per conèixer el seu caràcter i el seu regnat. Se sap que es va casar amb les seves germanes, Atossa i Roxana, i amb Fedima, filla d'Otanes, un noble persa.
L'any 530 aC el seu pare el va associar al tron, quan va marxar contra els massàgetes, que habitaven una part indeterminada de l'Àsia central, on Cir va morir en una batalla. Després de la mort del seu pare, a la primavera de l'any 530 aC, es va convertir en sobirà de l'Imperi Persa. Les tauletes d'argila trobades a Babilònia sobre el seu regnat expliquen fins a l'any octau (522 aC), i Heròdot diu que va regnar set anys i cinc mesos, fins al 523 aC.

## Campanyes a Egipte
Cap a l'any 525 aC Cambises va envair Egipte. Els perses van obtenir l'aliança dels beduïns que van preparar dipòsits d'aigua a les seves terres, i així l'exèrcit va passar fàcilment en direcció a Egipte. El faraó Amosis II va morir l'hivern probablement el 526 aC o potser el 525 aC i el va succeir el seu fill Psamètic III. La tradició recollida per Heròdot diu que els mercenaris grecs, dirigits per Fanes d'Halicarnàs al servei del faraó, van trair als egipcis i van entregar el país als perses. Psamètic va demanar ajut als seus aliats, els reis de Xipre, que ja estaven pagant tribut al rei persa, i Samos on el tirà Polícrates poc abans s'havia aliat a Pèrsia. Es van produir desercions dins de l'exèrcit egipci, mentre les naus perses ocupaven Sais, i assetjaven Heliòpolis que van ocupar poc després. La batalla decisiva, coneguda amb el nom de Batalla de Pelúsion es va lliurar a Pelúsion, al delta del Nil, a 40 kilòmetres a l'est de l'actual Port-Saïd, i va suposar una victòria persa que va obrir els perses el camí cap al Nil. Van assetjar Memfis que va resistir algun temps però finalment la van ocupar, fent presoner a Psamètic III. El van col·locar al tron com a rei vassall, però al cap de cinc mesos va intentar rebel·lar-se i els perses el van deposar i executar. Cambises es va proclamar faraó i va convertir Egipte en una satrapia. Va nomenar sàtrapa Udjahorresne. Cambises va restar al país uns tres anys. Els perses van remuntar el Nil cap als regnes nubians de Napata i Mèroe, però després de patir fortes pèrdues travessant el desert, van haver de tornar al nord. Una inscripció a Napata del rei Nastasen fa esment de la seva victòria sobre el rei Kembasuden (és a dir Cambises) al que va prendre tots els seus vaixells. A l'oest el rei de Cirene i el rei de Barca van enviar ràpidament ambaixadors oferint tribut a Cambises. L'expedició a l'oasi de Siwa no va ser possible i tampoc no va poder atacar Cartago perquè els fenicis no van voler participar amb les seves naus a la guerra contra els seus cosins. Segons Heròdot, Cambises va enviar a l'oracle d'Amon a l'oasi de Siwa un exèrcit de cinquanta mil homes, que van ser sorpresos per una tempesta d'arena a mig camí, tempesta que els va enterrar, i encara que la història podria ser un mite, alguns aventurers han tractat de trobar les restes de l'anomenat "exèrcit perdut", com el comte László Almásy i el geòleg George Brown.
Darios I anys més tard a l'anomenada Inscripció de Behistun diu que Cambises havia matat el seu germà Smerdis o Bardiya, nomenat governador de les províncies orientals pel seu pare Cir, abans de la conquesta d'Egipte, però Heròdot i Ctèsies situen aquest fet després de la conquesta. En tot cas Smerdis ja era mort l'any 522 aC quan el mag Gaumata es va fer passar per ell i va usurpar el tron. Cambises va marxar contra el rebel però veient que no podia guanyar, es va suïcidar, segons diu Darios I. Heròdot diu en canvi que va morir d'accident a Ecbàtana de Síria (Hamath), Ctèsies situa la seva mort a Babilònia, i Flavi Josep a Damasc. Les últimes tauletes babilòniques que en parlen són de l'any 521 aC.